# Bombningarna i Abchazien 2008
Bombningarna i Abchazien 2008 var en serie av bombattentat som ägde rum i den georgiska utbrytarrepubliken Abchazien. Bombningarna dödade 4 personer och skadade 18.

## Bombningarna

### Bombningen av Suchumis järnväg, 18 juni
Den 18 juni exploderade två bomber inom fem minuters mellanrum vid järnvägsspåren nära Suchumi. Ingen skadades till följd av bomberna, men banvallen skadades lindrigt.

### Bomberna i Gagra, 29 juni
Den 29 juni exploderade två bomber inom fem minuter i centrala Gagra, vilket ledde till att sex personer skadades. Den första explosionen ägde rum nära Gagras marknad, den andra nära en mataffär. En 38-årig kvinna fick splitter i ögonen och hon skickades till Sotjis sjukhus där hennes öga, dock inte hennes syn, kunde räddas. En annan kvinna fick föras till Gagras sjukhus med mindre allvarliga splitterskador.

### Bomberna i Suchumi, 30 juni
Den 30 juni exploderade två bomber inom fem minuters mellanrum i centrala Suchumi. Bombningen ledde till att 6 personer skadades. Båda explosionerna ägde rum nära Suchumis marknad. Enligt de abchaziska brottsbekämpande myndigheterna innehöll bomberna inte splittergenererande objekt, och man antog att målet med bomberna var att terrorisera invånarna. Fyra av de sex skadade fick föras till Suchumis sjukhus för vård.

### Bombningen av Inguris flodgräns, 2 juli
Den 2 juli passerade ett oidentifierat fordon den georgiska gränsposten och närmade sig de ryska fredsbevarande styrkornas post. När fordonet var cirka 300 meter därifrån kastades ett objekt från fordonet som därefter exploderade. Fordonet vände sedan och körde ohindrat förbi den georgiska posteringen. Ingen människa uppgavs ha skadats till följd av bomben.

### Bomben i Gali, 6 juli
Den 6 juli klockan 10:58 exploderade en bomb i ett café i Gali som dödade 4 personer och skadade 6. De fyra som dödades var Zjansuch Muratia, tillförordnad chef över Abchaziens säkerhetstjänst i Gali, Suchran Gumba, anställd vid gränsdepartementet hos den abchaziska säkerhetstjänsten, Anzor Lagvilava, tolk för FN-missionen i Georgien i Galidistriktet och Iveta Toria, lokal invånare. De sex skadade fördes till sjukhusen i Gali och Suchumi.

## Följder
I respons till bombningarna den 29 och 30 juni stängde Abchazien sina gränser till Georgien den 1 juli. Boende i Galidistriktet som var i Georgien för stunden fick tre dagar på sig att återvända till Abchazien.

## Reaktioner

### Abchazien
Den abchaziska sidan anklagade Georgien för att ligga bakom alla 7 bombningar. Man beskrev bombningarna den 18 juni som en terroristattack mot den ryska järnvägsstyrkan i Abchazien, som nyligen hade påbörjat reparationer av Suchumi-Otjamtjire-sektionen av den Abchaziska järnvägen. Bombningarna den 29-30 juni beskrevs på liknande vis som terroristattacker med målet att förstöra turistsäsongen i Abchazien. Enligt Ruslan Kisjmaria, den abchaziska presidenten Sergej Bagapsj representant i Galidistriktet:
“Jag tror att personen som beordrade dessa terroristhandlingar betalade väl för dem och vi borde leta efter denna person inom Georgiens säkerhetstjänst. När Tbilisi låtsas vara förolämpade för att Abchazien falskt skulle ha anklagat dem, är det bara ett spel.”
I respons till bombningen i Gali den 6 juli anklagade president Bagapsj Georgien för att ha valt statsterrorism.

### Georgien
Den georgiska sidan har häftigt förnekat de abchaziska anklagelserna, med försvarsminister Davit Kezerasjvili som fastställde att de var "inte seriösa". Officiellt i Tbilisi och georgiska medier gav man en annan förklaring till det som skett, att bomberna var ett resultat av en maktkamp mellan olika kriminella grupperingar i Abchazien. Nika Rurua, vice ordförande i parlamentets utskott för försvar och säkerhet, sade att bombernas syfte varit att "terrorisera den lokala befolkningen" för att öka det anti-georgiska stämningsläget i Abchazien.
Den 7 juli gjorde den georgiska regeringen ett uttalande där man fördömde bombningarna och sade:
“Dessa akter av våld är av intresse för styrkor som hoppas att förlänga närvaron av illegalt utplacerade ryska militärstyrkor i Georgien; av styrkor som vägrar demilitarisering och fred i regionen och av dessa som vill spåra ur Georgiens europeiska och euro-atlantiska ambitioner.”

### Ryska fredsbevarande styrkor
Som reaktion på bombningen nära de ryska fredsbevarande styrkornas postering den 2 juli anklagade Aleksander Djordjev, medhjälpare till chefen för de fredsbevarande styrkorna, den georgiska sidan och sade:

“Agerandet av de georgiska säkerhetstjänsterna är av provokativ art, vilket ämnar att destabilisera situationen i den södra delen av den georgisk-abchaziska konfliktzonen och även att provocera fredsstyrkorna.”

### Oberoende bevakare
Som svar på bombningarna i Gagra sade den Tbilisibaserade politiska analytikern Paata Zakareisjvili att han tror att det är osannolikt att de var ett resultat av en kamp mellan kriminella grupperingar. Enligt Zakareisjvili är det sannolikt att bombningarna syftade till att förstöra turistsäsongen:
"Detta mål nåddes i grund och botten. Jag tror att turistsäsongen i Abchazien har förstörsts. Jag ansluter mig inte till teorin att det var någon sorts affärsuppgörelse. Om en affärsman förstör en annans affärer, kommer hans egna affärer också att drabbas, eftersom turistsäsongen är den stora inkomstkällan där."
Samtidigt övervägde Zakareisjvili det abchaziska beslutet att stänga gränsen mot Georgien som oklokt eftersom det enbart skulle leda till att främmandegöra Galidistriktets invånare.

### Georgiens kallelse på en internationell polisstyrka
I dess uttalande den 7 juli efter Galibombningen förnyade den georgiska regeringen sin kallelse på en internationell polisstyrka till Gali och Otjamtjiredistrikten. Kallelsen fick stöd från USA:s utrikesdepartement, men avvisades omedelbart från Abchaziens sida.